# Koryta (přírodní rezervace)
Koryta je přírodní rezervace poblíž obce Bartošovice v okrese Nový Jičín. Oblast spravuje AOPK ČR Správa CHKO Poodří. Důvodem ochrany je lužní les v říční terase Odry, významné olšiny.